# Paleotullbergiidae
Paleotullbergiidae es una familia de Collembola en el orden Poduromorpha, con una sola especie propia del África subsahariana, Paleotullbergia primigenia.

## Taxonomía
- Género Paleotullbergia - Delamare Deboutteville, 1950[3]
  - Paleotullbergia primigenia - Delamare Deboutteville, 1947